# Selina Martin
Selina Martin (* 21. November 1882 in Ulverston, Lancashire (heute Cumbria); † 1972) war eine englisch-britische Suffragette.

## Leben
Martin war die Tochter von John Martin und Elizabeth Martin und das siebte ihrer elf überlebenden Kinder. Ihr Vater war ein Bilderrahmer und Buchhändler in Lancaster, wohin die Familie Ende der 1880er Jahre zog.
Martin wurde Mitglied der Women’s Social and Political Union (WSPU). Im März 1909 war Martin die Vertreterin von Lancaster in einer von Emmeline Pankhurst und Georgiana Solomon angeführten Delegation von Suffragetten, die im Unterhaus mit dem Premierminister H. H. Asquith sprechen wollten. Ein Teil der Frauen wurden verhaftet.
Am 21. Dezember 1909 gingen Martin und Laetitia Withall erneut direkt auf den Premierminister H. H. Asquith zu, als dieser seinen Wagen verließ, und sprachen ihn auf die Rechte der Frauen an. Er antwortete den Damen nicht, woraufhin Martin eine leere Ingwerbierflasche in das leere Auto warf.
Am 21. Dezember 1909 näherten Martin und Laetitia Withall sich in Liverpool erneut Premierminister H. H. Asquith, als dieser aus seinem Auto stieg, und sprachen ihn auf die Rechte der Frauen an. Er antwortete den Damen nicht, woraufhin Martin eine leere Ingwerbierflasche in das leere Auto warf. Beide Frauen wurden sofort verhaftet und anschließend für sechs Tage in Untersuchungshaft genommen. Eine Kaution wurde abgelehnt, obwohl Martin versprach, sowohl sie als auch Withall würden sich bis zu ihrem Prozess von militanten Aktionen fernhalten. Die Frauen wurden in das Walton Gaol gebracht und dort wie verurteilte Kriminelle behandelt, die im Gefängnis mit erheblicher Gewalt behandelt wurden. Martin verbarrikadierte ihre Zelle, doch die Beamten drangen mit Gewalt ein, zogen sie aus dem Bett und warfen sie auf den Boden, wobei sie sie schüttelten und unbarmherzig schlugen. Kurze Zeit später kam der stellvertretende Amtsarzt in ihre Zelle und befahl ihr, aufzustehen und sich anzuziehen. Sie erklärte, sie sei durch den Schneesturm am Vortag durchnässt worden und ihre Kleidung sei noch immer durchtränkt, da kein Versuch unternommen worden sei, sie zu trocknen, aber sie wurde gewaltsam angezogen und mit auf dem Rücken gefesselten Händen in eine kalte, dunkle Strafzelle geschleppt und auf den Steinboden geworfen. Dort lag sie einige Stunden lang erschöpft und konnte sich nur mit Hilfe ihrer Hände und Arme, die immer noch hinter dem Rücken gefesselt waren, erheben, bis endlich eine Wärterin kam und sie auf das Bettbrett hob. Die Fesseln wurden die ganze Nacht über beibehalten.
Am Freitag, dem dritten Tag ihrer Inhaftierung, wurde Martin den Untersuchungsrichtern vorgeführt. Sie protestierte gegen die Art und Weise, wie sie behandelt wurde, und wies darauf hin, dass sie immer noch eine nicht verurteilte Gefangene sei, aber man sagte ihr, dass die Beamten in allem, was sie tun würden, völlig im Recht seien. Am selben Abend betraten mehrere Wärterinnen ihre Zelle und befahlen ihr, ins Arztzimmer zu gehen, wo sie zwangsernährt wurde. „Ich weigerte mich“, sagt sie, „und wurde mit gefesselten Händen an den Fuß der Treppe gezerrt. Dann wurde ich im Froschmarsch, d. h. mit dem Gesicht nach unten an Armen und Beinen, in das Zimmer des Arztes getragen. Nach einem heftigen Kampf wurde ich auf einen Stuhl gezwungen, die Handschellen wurden entfernt, meine Arme wurden von den Pflegerinnen festgehalten, während der Arzt mich mit diesem widerlichen Instrument, der Magensonde, zwangsernährte. Beim Anlegen des Knebels wandte der Assistenzarzt unnötige Gewalt an. Nach der Operation ging ich in Handschellen die Treppe hinauf, weigerte mich aber, in die Strafzelle zurückzukehren. Da packten mich zwei Wärterinnen an den Schultern und zerrten mich die Treppe hinunter, eine andere trat mich von hinten. Als ich die unterste Stufe erreichte, lockerten sie ihren Griff und ich fiel auf den Kopf. Ich wurde aufgegriffen und in die Zelle getragen.“ Am nächsten Tag wurde sie zwangsernährt und weigerte sich danach erneut, in die dunkle Zelle zurückzukehren, aber sie sagt: „Ich wurde von mehreren Wärterinnen gepackt und die Treppe hinuntergetragen, wobei ich mir mehrmals den Kopf stoßen durfte.“
Am Montag, dem 27. Dezember 1909, wurden die beiden Frauen vor Gericht gestellt, und Martin zu zwei Monaten Haft mit Zwangsarbeit und Withall zu einem Monat verurteilt. Nach ihrer Rückkehr ins Gefängnis weigerten sich beide Frauen, die Gefängniskleidung zu tragen, und begannen erneut einen Hungerstreik. Beide wurden daraufhin in Zwangsjacken gesteckt und in einer Strafzelle untergebracht. Die Zwangsernährung wurde fortgesetzt, und beide wurden immer schwächer, bis sie am 3. Februar 1910 entlassen wurden. In der Zwischenzeit waren die Fakten über ihre Behandlung während der Untersuchungshaft weit verbreitet worden, da sie ihren Mitstreiterinnen während des Prozesses Erklärungen diktiert hatten. Innenminister Herbert Gladstone bestritt in einem Schreiben an die Times den Wahrheitsgehalt der Aussagen und erklärte, der Grund für die Verweigerung der Kaution für die Frauen sei gewesen, dass sie sich geweigert hätten, zu versprechen, sich bis zur Verhandlung gut zu benehmen, dass keine unnötige Gewalt angewendet worden sei und dass die Frauen selbst keine Beschwerde eingereicht hätten. Die Erklärung wurde aber allgemein nicht geglaubt.
Martins Fall inspirierte Constance Bulwer-Lytton dazu, sich als Näherin aus der Arbeiterklasse zu verkleiden, um zu beweisen, dass ärmere Gefangene schlecht behandelt wurden. Bulwer-Lytton berichtete unter dem Titel Prisons and Prisoners, Some personal Experiences später ausführlich über ihre Erfahrungen. Martins Fall führte mit zum sogenannten Cat and Mouse Act, der Zwangsernährung durch temporäre Entlassungen zu vermeiden suchte.
Martin wurde wie anderen Suffragetten von der WSPU die sogenannte „Hungerstreikmedaille“ For Valour verliehen. Diese befindet sich heute im Besitz der National Gallery of Victoria, Australien, die sie 2019 ersteigerte.
Selina litt nach ihrer Inhaftierung möglicherweise an Dyspepsie. Sie hatte eine Schleimhautabschürfung an der Vorderseite der unteren Nasenmuschel des rechten Nasenlochs, dem Nasenloch, durch das sie zuletzt gefüttert worden war.
Über Martins weiteres Leben ist nichts bekannt. Sie starb 1972.